# San Xoán de Fora de Santiago
Santiago, San Xoán de Afora de Santiago o San Xoán de Fora de Santiago (llamada oficialmente San Xoán de Vista Alegre) es una parroquia española del municipio de Santiago de Compostela, en la provincia de La Coruña, Galicia.

## Entidades de población
Entidades de población que forman parte de la parroquia:
- Casal d'Horta (O Casal de Horta)
- Lermo
- Montes
- Romaño[5] (O Romaño)
- San Ignacio do Monte

Aparecen en el noménclator, pero no en el INE, los siguientes lugares:
- Burata[6] (A Burata)
- Casas Novas[7] (As Casas Novas)
- Cima da Eira[8] (A Cima da Eira)
- Ponte Pedriña de Arriba[9] (A Ponte Pedriña de Arriba)
- Torreira[10] (A Torreira)
- Vista Alegre
- Vite de Abaixo
- Vite de Arriba

## Demografía
| Gráfica de evolución demográfica de Santiago entre 2000 y 2019 |
|                                                                |
| Datos según el nomenclátor publicado por el INE.               |